# 角川ビーンズ文庫
角川ビーンズ文庫（かどかわビーンズぶんこ、Kadokawa Beans Bunko）は、KADOKAWA（角川書店ブランド）による、少女向けのライトノベル（≒少女小説）を主に扱う文庫レーベル。

## 概要
『─物語の扉、異世界への鍵―』をキャッチフレーズに、2001年に設立。翌年には角川ビーンズ小説大賞を創設。主にファンタジー系の作品が多い。角川ティーンズルビー文庫（2001年に全84冊で休刊）が母体とも言われる。2017年に『教室から異世界まで――心ときめく物語！』が新たなキャッチフレーズになった。
『まるマシリーズ』（今日からマ王!）のアニメ化や『少年陰陽師』、『彩雲国物語』の人気により注目される。他レーベルの人気作品だった『やさしい竜の殺し方』、『GOSICK -ゴシック-』等のシリーズの移籍先として新装版の刊行もなされている。2010年代ではボーカロイド小説に力を入れており、『告白予行練習』、『厨病激発ボーイ』等といった作品を出版した。
近年では、小説家になろうの作品も扱うようになったり、E★エブリスタやカクヨムやpixivで小説賞（「エブリスタ小説大賞2016-17 角川ビーンズ文庫 学園ストーリー大賞」、「エブリスタ×角川ビーンズ文庫「恋」短編コンテスト」、「カクヨムWeb小説コンテスト」、「異世界転生・転移マンガ原作コンテスト（第2回以降）」等）を開催したり、小説投稿サイトの出自が増加した。特にカクヨムでは角川ビーンズ小説大賞への投稿が可能である。
雑誌『ザ・ビーンズ』（休刊）が発刊され短編が掲載された。また、雑誌『ビーンズエース』（休刊）においてコミカライズ作品が掲載されていた。

## 作品一覧
フォーマット
- シリーズタイトル（著者,原作者,編集者など/イラスト,デザインなど）

★は角川つばさ文庫版も発売されている。▲は角川文庫版も発売されている。

### あ行
- 赤き月の廻るころ（岐川新/凪かすみ）
- 蒼の狼は華を愛でる （岐川新/周防佑未）
- 暁を抱く聖女〜ラ・ピュセル〜（吉田縁/秋月亮）
- 春夏冬喫茶館にようこそ（前田栄/ねぎしきょうこ）
- 悪魔の皇子（深草小夜子/みなみ遥）
- 悪魔のソネット（栗原ちひろ/新條まゆ）
- アダルシャンシリーズ（雨川恵/桃季さえ）
- アネットと秘密の指輪（雨川恵/風都ノリ）
- あやかし江戸物語 （伊藤たつき/音中さわき）
- 亜夜子と時計塔のガーディアン（喜多みどり/サマミヤアカザ）
- アラバーナの海賊たち（伊藤たつき/七海慎吾）
- アリアではじまる聖譚曲（西本紘奈/硝音あや）
- アルバート家の令嬢は没落をご所望です（さき/双葉はづき）
- 一華後宮料理帖（三川みり/凪かすみ）
- 裏切りは僕の名前を知っている（藤谷燈子・小田切ほたる/松浦麻衣）
- 売られた令嬢は奉公先で溶けるほど溺愛されています。[2]（灯倉日鈴[3]/手名町紗帆）※書籍版は第62話までで完結、カクヨム原作は全395話
- エクリトワールの蝶（生田美話/如月水）
- Ｆ（糸森環/鈴之助）
- 遠征王シリーズ（高殿円/麻々原絵里依）
- 王子様の抱き枕（睦月けい/ユウノ）
- 王子はいつでもガチ勝負!（望月もらん/松本テマリ）
- 王子はただいま出稼ぎ中（岩城広海/サマミヤアカザ）
- 王立エトワール近衛隊（栗原ちひろ/櫻井しゅしゅしゅ）
- 首の姫と首なし騎士（睦月けい/田倉トヲル）
- オペラシリーズ（栗原ちひろ/THORES柴本）
- 俺の悪魔は色々たりない!（時田とおる/サマミヤアカザ）

### か行
- かくりよ神獣紀（糸森環/Izumi）
- 華葬伝 〜Flower Requiem〜（久遠/Izumi）
- 春日坂高校漫画研究部（あずまの章/ヤマコ）
- 花神遊戯伝（糸森環/鳴海ゆき）
- 風読みの巫女とはぐれ退鬼師（遠沢志希/キリシマソウ）
- 神語りの玉座シリーズ（薙野ゆいら/ひびき玲音）
- 神様!仏様!きつね様（浅草アリス/vient）
- 歓楽の都シリーズ（駒崎優/雪舟薫）
- 貴族探偵エドワード（椹野道流/ひだかなみ）
- キターブ・アルサール（朝香祥/あづみ冬留）
- 宮廷神官物語（榎田ユウリ/カトーナオ）▲
- 金蘭の王国シリーズ（薙野 ゆいら/香坂ゆう）
- 銀のパルティータシリーズ（めぐみ和季/かわく）
- 銀の竜騎士団（九月文/明咲トウル）
- 光炎のウィザード（喜多みどり/宮城とおこ）
- 紅玉の契約シリーズ（西本紘奈/鳴海ゆき）
- 皇太后のお化粧係（柏てん/由羅カイリ）
- 告白予行練習（藤谷燈子・香坂茉里・HoneyWorks/ヤマコ）
- GOSICK -ゴシック-▲（桜庭一樹/武田日向）

### さ行
- 彩雲国物語▲（雪乃紗衣/由羅カイリ）
- 佐和山物語（九月文/久織ちまき）
- 斬月伝（菅沼理恵/瀬田ヒナコ）
- シェオル・レジーナ（村田栞/左近堂絵里）
- シェンドールの妖精使いシリーズ(和泉朱希/桃季さえ)
- シスター・ブラックシープ（喜多みどり/桐矢隆）
- シャール・ラザラール（流星香/凱王安也子）
- 守護天使シリーズ（流星香/高城リョウ→麻々原絵里依）
- シュガーアップル・フェアリーテイル（三川みり/あき）
- 召喚王子ユリウス（葵ゆう/高星麻子）
- 少年陰陽師★▲（結城光流/あさぎ桜）
- 少年伯爵シリーズ（流星香/おおきぼん太）
- 少年は、二度太陽を殺すシリーズ（和泉朱希/唯月一）
- 白と黒のバイレ（瑞山いつき/結川カズノ）
- スカーレット・クロス（瑞山いつき/橘水樹&櫻林子）
- スキキライ（藤谷燈子・HoneyWorks/ヤマコ）
- 星宿姫伝（菅沼理恵/瀬田ヒナコ）
- 春色シンドローム 残念王子様と恋の消しゴム（くらゆいあゆ/茶々ごま）
- 精霊歌士と夢見る野菜（永瀬さらさ/雲屋ゆきお）
- セイント・バトラーズ（志麻友紀/つだみきよ）
- 戦国恋姫伝（菅沼理恵/石川沙絵）
- 先生と少女騒動（美雨季・マイナスＰ(ワンダフル☆オポチュニティ!)/domco.）
- そして王国が誕まれる（めぐみ和季/神崎氷見）
- そして、世界が終わる物語（後藤文月/後藤星）
- そのときシリーズ（高殿円/小田切ほたる）

### た行
- ダークローズ・プリンセス（榎木洋子/左近堂絵里）
- 篁破幻草子（結城光流/四位広猫）
- 厨病激発ボーイ（藤並みなと・れるりり/穂嶋）
- つぼみの魔女*アナベル（朝戸麻央/こげどんぼ*）
- D・N・ANGEL（岡崎純子・槇ありさ・杉崎ゆきる/杉崎ゆきる）
- デ・コスタ家の優雅な獣（喜多みどり/カズアキ）
- ときメロっ!（藤並みなと/南月ゆう）
- 東方妖遊記（村田栞/伊藤明十）
- 藤陵学院の花嫁（西本紘奈/さらちよみ）
- となりのキミに恋したら（りぃ/立樹まや）
- ドラゴンは姫のキスで目覚める（夜野しずく/くまの柚子）
- とらわれ舞姫の受難 （雨川恵/まち）

### な行
- 夢解きパティシエ（隼川いさら/樹要）
- 那智と銀狼シリーズ（霜島ケイ/四位広猫）
- ニーナと精霊の扉（羽倉せい/アオイ冬子）
- 西風の皇子シリーズ（喜多みどり/宮城とおこ）
- 西の末裔（村田栞/霜月かいり）
- 脳漿炸裂ガール（吉田恵里香・れるりり/ちゃつぼ）

### は行
- 白桜四神（伊藤たつき/硝音あや）
- 箱入り王女の災難（三川みり/あき）
- 花に降る千の翼（月本ナシオ/増田メグミ）
- 花は桜よりも華のごとく（河合ゆうみ/サカノ景子）
- 光の精煉師ディオンシリーズ（村田栞/岩崎美奈子）
- 秘薬の恋を月に誓う（槇ありさ/凪かすみ）
- 封印の女王シリーズ（遠沢志希/梶山ミカ）
- 封鬼花伝（三川みり/由羅カイリ）
- 風水天戯（望月もらん/藤崎竜）
- フォーチュン・オブ・ウィッカ（月本ナシオ/薄葉カゲロー）
- BLOOD+ ロシアン・ローズ（漲月かりの/高城リョウ）
- 文豪ストレイドッグス（朝霧カフカ/春河35）
- 平安恋がたり（めぐみ和季/中村龍徳）
- へっぽこ鬼日記（田中莎月/伊藤明十）
- 堀川さんはがんばらない（あずまの章/ヤマダ）

### ま行
- 勾玉花伝シリーズ（めぐみ和季/明咲トウル）
- マギの魔法使いシリーズ（瑞山いつき/結川カズノ）
- マグダミリアシリーズ（高殿円/椋本夏夜）
- マスケティア・ルージュシリーズ（志麻友紀/さいとうちほ）
- 魔法書の姫は恋をする（薙野ゆいら/もぎたて林檎）
- まるマシリーズ▲（喬林知/松本テマリ）
- 視えるふたりの恋愛相談室（おみの維音/フライ）
- 身代わり伯爵シリーズ★（清家未森/ねぎしきょうこ）
- 御堂学院の神使官（篠原美季/山田シロ）
- ミリセントと薔薇の約束（月本ナシオ/椋本夏夜）
- 明治東亰恋伽（魚住ユキコ・ドワンゴ/かる）
- 女神と棺の手帳（文野あかね/高星麻子）
- メガロ・オーファン（若木未生/椎名優）
- モンスター・クラーン（結城光流/甘塩コメコ）

### や行
- やさしい竜の殺し方（津守時生/加藤絵理子）
- 闇の果て 光の宴〜フェラーラの熾天使〜（吉田縁/高星麻子）
- やり直し令嬢は竜帝陛下を攻略中（永瀬さらさ/柚アンコ）
- 幽霊弁護士・桜沢結人の事件ファイル（望月もらん/さとい）
- 揺らぐ世界の調律師（津守時生/やまねあやの）
- ユヴェール学園諜報科シリーズ（葵ゆう/樹要）※全3巻を予定していたが1作目・2作目で盗作が判明したため絶版・回収[4][5]
- 妖狐禁猟区（河合ゆうみ/すがはら竜）
- やり直し令嬢は竜帝陛下を攻略中（永瀬さらさ/柚アンコ）

### ら行
- リーディングシリーズ（隼川いさら/山本佳奈）
- 龍シリーズ（喜多みどり/凱王安也子）
- 臨床犯罪学者・火村英生の推理（有栖川有栖/麻々原絵里依）
- 瑠璃の風に花は流れる（槇ありさ/由貴海里）
- レッド・アドミラル（栗原ちひろ/榊空也）
- 恋愛裁判（西本紘奈・40mP/たま）
- ローゼンクロイツシリーズ（志麻友紀/さいとうちほ）
- 六蓮国物語 （清家未森/IZUMI）
- ロミオとシンデレラ（西本紘奈・doriko/nezuki）

### わ行
- ワーズワースの秘薬（文野あかね/山田シロ）

## 映像化作品

### アニメ化
| 作品                                   | 放送年                 | アニメーション制作 | 備考    |
| -------------------------------------- | ---------------------- | ------------------ | ------- |
| まるマシリーズ                         | 2004年-2005年（第1期） | スタジオディーン   | OVAあり |
| まるマシリーズ                         | 2005年-2006年（第2期） | スタジオディーン   | OVAあり |
| まるマシリーズ                         | 2008年-2009年（第3期） | スタジオディーン   | OVAあり |
| 彩雲国物語（アニメ）                   | 2006年-2007年（第1期） | マッドハウス       |         |
| 彩雲国物語（アニメ）                   | 2007年-2008年（第2期） | マッドハウス       |         |
| 少年陰陽師                             | 2006年-2007年          | スタジオディーン   |         |
| GOSICK -ゴシック-                      | 2011年                 | ボンズ             |         |
| 厨病激発ボーイ                         | 2019年                 | スタジオディーン   |         |
| 悪役令嬢なのでラスボスを飼ってみました | 2022年                 | MAHO FILM          |         |
| シュガーアップル・フェアリーテイル     | 2023年                 | J.C.STAFF          |         |
| やり直し令嬢は竜帝陛下を攻略中         | 2024年                 | J.C.STAFF          |         |

### 実写化
| 作品           | 公開年 | 配給     | 備考 |
| -------------- | ------ | -------- | ---- |
| 脳漿炸裂ガール | 2015年 | KADOKAWA |      |